# Bed on Bricks
 (mars 2009).
Bed on Bricks est un groupe de rock sud-africain fondé en 2003 au Cap. Proposé en 2004 aux Kanna Awards pour sa prestation au Klein Karoo National Arts Festival, le groupe mêle différentes influences musicales telles que rock, reggae, jazz, musiques urbaines et musiques traditionnelles africaines.

## Membres
- Mike Hardy : chant
- Tim Rankin : percussions
- Schalk van der Merwe : guitare basse
- Dave van der Linden : guitare acoustique

## Albums
- 2003 : Humanarium
- 2005 : If You See Kay
- 2005 : Takeaways (live)
- 2008 : Royal Honey